# دنسینگ تاورز
دَنسینگ تاورز (انگلیسی: Dancing Towers) ساختمان اداری مستقر در شهر هامبورگ است، که در سال ۲۰۱۲ احداث گردید.